# Wafi City
25°13′44″ пн. ш. 55°19′09″ сх. д. / 25.228880555556° пн. ш. 55.319247222222° сх. д.
Wafi City — багатофункціональний комплекс у Дубаї, Об'єднані Арабські Емірати. Включає в себе торговий центр Wafi Mall, п'ятизірковий готель Raffles Dubai, ресторани, нічний клуб і житло.

## Торговий центр Wafi Mall
Торговий комплекс Вафі (англ. Wafi Mall) — великий торговий комплекс. Відкритий в 2002 році. Разом з готелем Raffles Dubai і житловим комплексом Вафі входить в комплекс Wafi City. Торговий центр розташований на перетині Sheikh Rashid Road і Oud Metha Road.
У торговому комплексі на площі 80 000 м ² розміщується більше 200 магазинів. В оформленні використані давньоєгипетські мотиви, так наприклад вхід прикрашають два сфінкса, а дах вінчають скляні піраміди. У комплексі розташований розважальний центр Encounter Zone.

## Готель Raffles Dubai

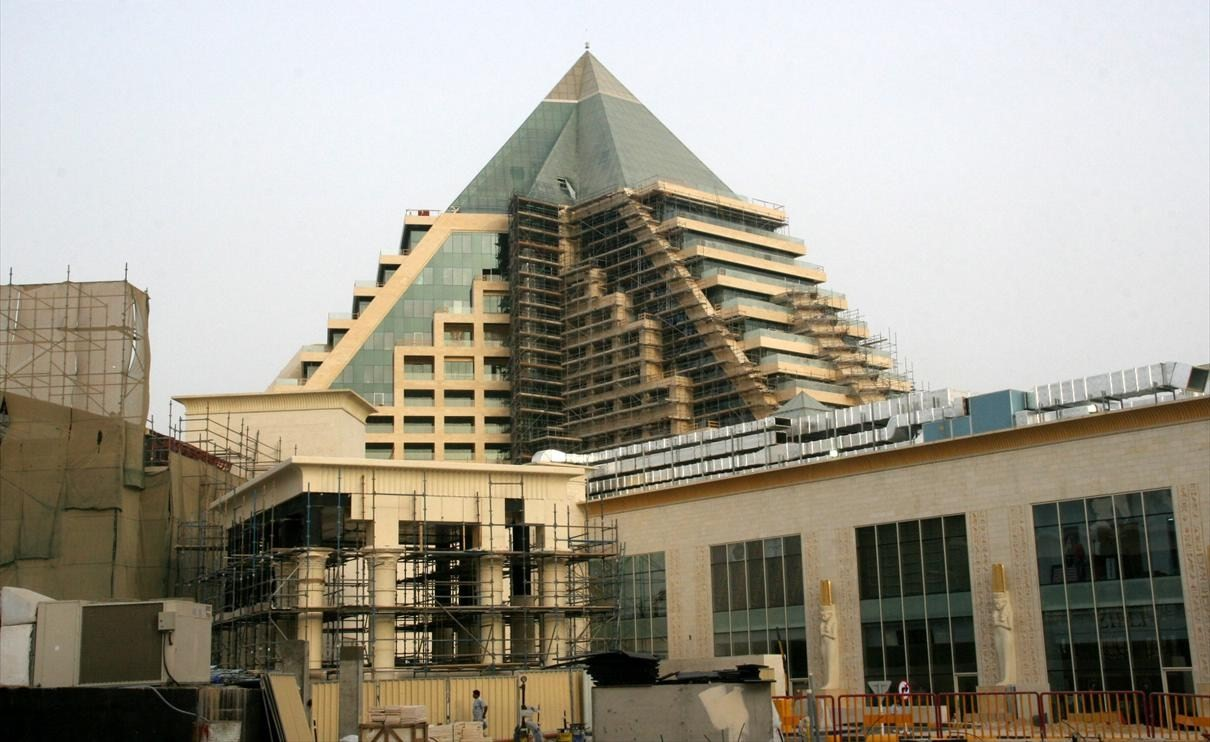
Будівництво Raffles Dubai в липні 2007

Raffles Dubai являє собою 5-зірковий готель у формі піраміди, 18 поверхів якого мають 248 номерів. Стандартні розміри кімнат, 70 квадратних метрів, є найбільшими в Дубаї. Відкритий в листопаді 2007 року компанією Raffles.